# Ernesto de Nassau-Weilburg
Ernesto Casimiro de Nassau-Weilburg (Saarbrücken, 15 de noviembre de 1607-Weilburg, 16 de abril de 1655) fue el fundador de la línea juvenil Nassau-Weilburg.
Era el hijo menor del conde Luis II de Nassau-Weilburg-Saarbrücken y su esposa Anna Maria de Hesse-Kassel (1567-1626). Luis II había podido unir todos los condados de la familia. Después de su muerte en 1627, llegó en 1629 para dividir la propiedad entre los cuatro hermanos sobrevivientes: el mayor Guillermo Luis (1590-1640) consiguió Nassau-Saarbrücken, Juan Nassau-Idstein, Ernesto Casimiro Nassau-Weilburg y Otón gobernó Kirchheim. Como los dos últimos aún eran demasiado jóvenes, las tierras fueron administradas inicialmente por Wilhelm Ludwig.
La participación de Ernst Casimir fue Weilburg, Merenberg, Gleiberg, Hüttenberg, Reichelsheim (Wetterau), después de la muerte de su hermano Otto, en 1632 se agregaron Kirchheim, Stauf, Bolanden y partes de Homburg.
Incluso más tarde, Casimir no estaba a menudo en su propio país. En 1634 huyó a Metz antes de la Guerra de los Treinta Años y regresó solo después de la Paz de Westfalia. Pero pasó algún tiempo hasta que se hicieron cumplir todos los reclamos.
El contrato de Gothaer del 6 de marzo de 1651, en el que la división de la finca de 1629 fue confirmada nuevamente y adaptada.

## Familia
Ernst Kasimir se casó con 1634 Anna Maria de Sayn-Wittgenstein-Hachenburg (* 1610, † 1656). Ella era la hija del conde Guillermo II de Sayn-Wittgenstein-Hachenburg (1569-1623). La pareja tuvo los siguientes hijos:
- Wilhelm Ludwig (nacido el 25 de diciembre de 1634, † 23 de julio de 1636)
- Marie Eleonore (nacida el 12 de agosto de 1636, † 16 de diciembre de 1678), ∞ 5 de mayo de 1660 Conde Casimir de Eberstein (* 1639, † 1660), último conde de Eberstein
- un hijo, nacido muerto (22 de abril de 1637)
- Casimir (nacido el 21 de agosto de 1638, † 20 de abril de 1639)
- Federico (nacido el 16 de abril de 1640, † 8 de septiembre de 1675), ∞ Christiane Elizabeth de Sayn-Wittgenstein-Homburg (* 1646, † 1678), hija del conde Ernst von Sayn-Wittgenstein -Homburg (* 1599, † 1649)
- Anna (* 5 de octubre de 1641, †?) Murió temprano

Henri von Nassau , actuando como Gran Duque de Luxemburgo desde 2000, es el nueve veces bisnieto de Ernst Casimir.
- Datos: Q186883
- Multimedia: Ernest Casimir, Count of Nassau-Weilburg / Q186883